# シルン美術館
シルン美術館 (Schirn Kunsthalle)はドイツ第二の都市フランクフルト・アム・マインにある、現代芸術を含む幅広い分野の芸術を展示する企画美術館（クンストハレ (Kunsthalle)、展覧会のための常設スペース）である。

## 概要
美術館は旧市街地区のフランクフルト大聖堂 (バルトロメウス大聖堂、あるいは通称 Dom, en) に隣接し、近年ではカンディンスキー、シャガール、カーロ、ジャコメッティ、ビル・ヴィオラ、イヴ・クラインなどの展覧会を行っている。1986年の開設以来、フランクフルト（またはドイツ）でも最重要な芸術の拠点の一つであり、フランクフルト市およびダルムシュタット県により運営されている公的機関である。芸術の展覧会に加えて、朗読会、講演会、見学ツアー、子供向けの化学および芸術と触れ合うイベントなど、多彩な活動を行っている。
美術館の名称であるシルン (Schirn) はドイツ語で物品などを商う露店、およびフランクフルトに19世紀頃まであったその露店街を意味する。一帯は第二次世界大戦で1944年に大規模に破壊されたが、シルン美術館の建設をきっかけに開発が進められた。
シルン美術館の展示スペースは約2000平方メートルの広さがあり、これはシュルテスら (Bangert, Jansen, Scholz & Schultes) の設計によるものである。

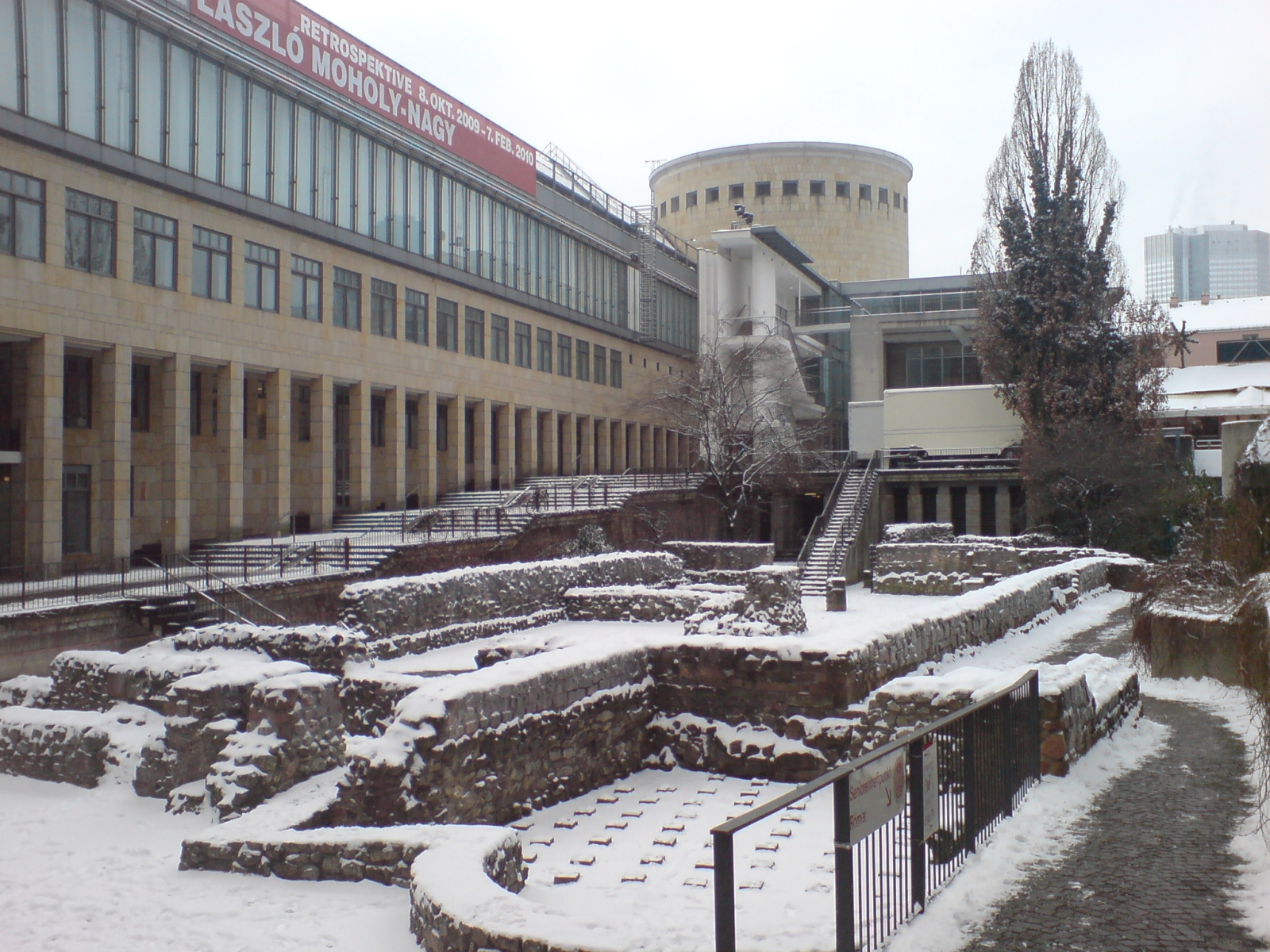
シルン美術館と古代ローマ時代の暖房システムの遺跡 (2009年)
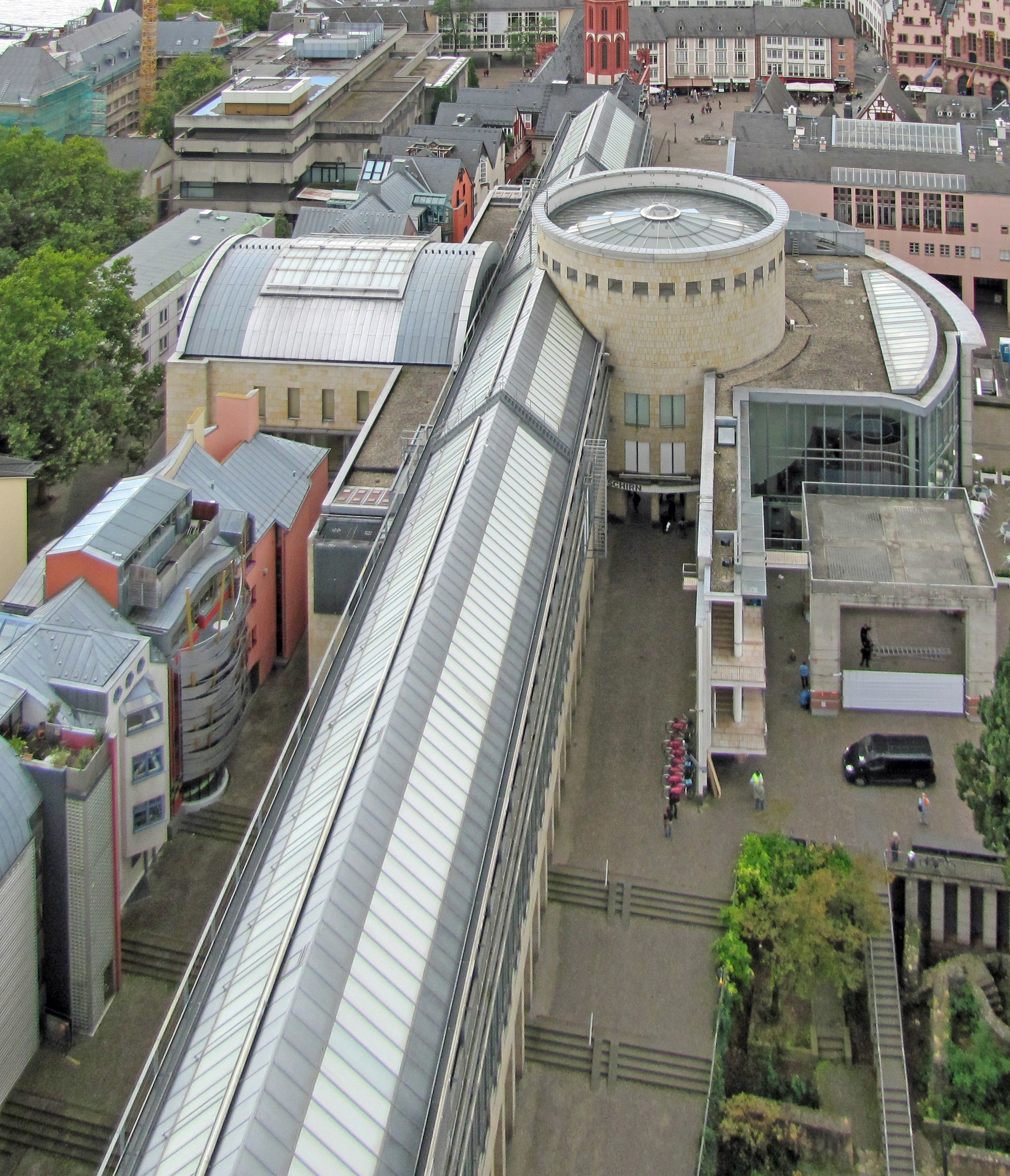
上から見た美術館建物 (2010年)
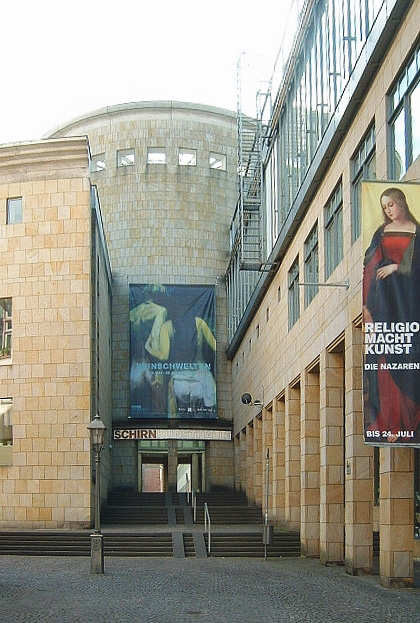
美術館入口 (2005年)
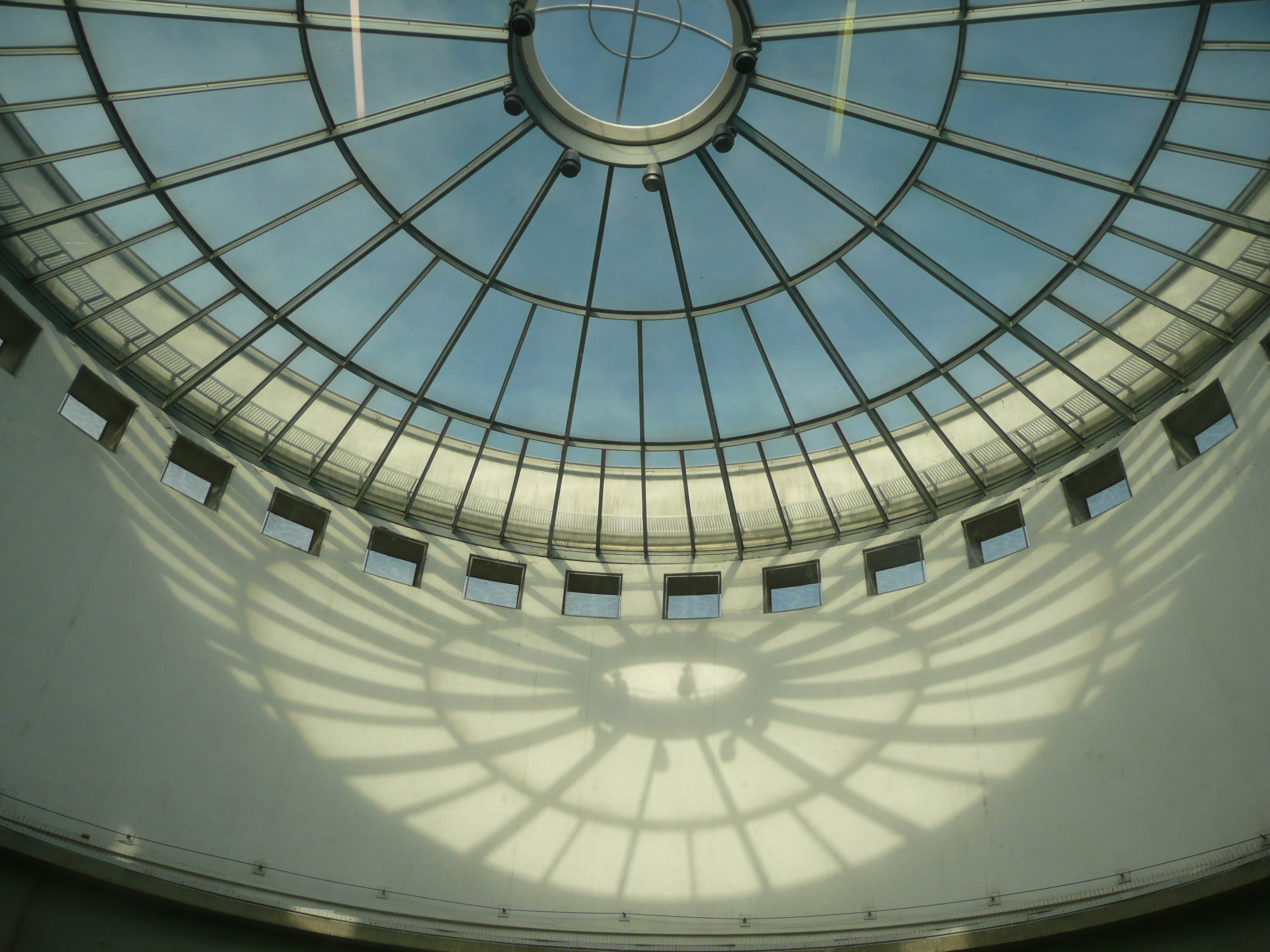
美術館のドーム部 (2008年)
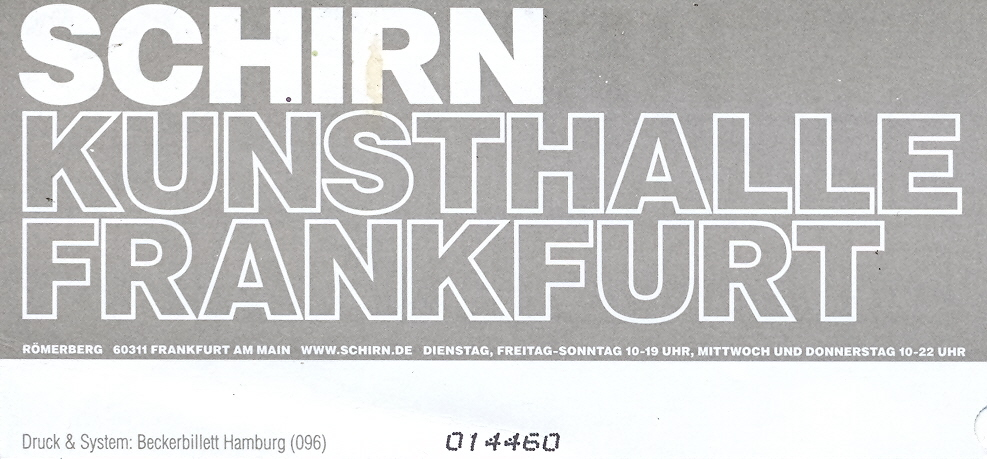
入場券 (2007年)